# 464
| 464                |
| ------------------ |
| Dødsfald - Fødsler |
|                    |

| Gregoriansk kalender | 464 CDLXIV              |
| Ab urbe condita      | 1217                    |
| Armensk kalender     | I/T                     |
| Kinesiske kalender   | 3160 – 3161 癸卯 – 甲辰 |
| Etiopisk kalender    | 456 – 457               |
| Jødisk kalender      | 4224 – 4225             |
| Hindukalendere       |                         |
| - Vikram Samvat      | 519 – 520               |
| - Shaka Samvat       | 386 – 387               |
| - Kali Yuga          | 3565 – 3566             |
| Iransk kalender      | 158 BP – 157 BP         |
| Islamisk kalender    | 163 BH – 162 BH         |

Se også 464 (tal)